# Jonas Liaučius
Jonas Liaučius (* 15. Januar 1947 in Palaižupė, Rajongemeinde Mažeikiai) ist ein litauischer Jurist, Rechtsanwalt und  Politiker.

## Leben
Nach dem Abitur 1965 an der Mittelschule Mažeikiai absolvierte Liaučius von 1969 bis 1974 das Diplomstudium der Rechtswissenschaften an der Vilniaus universitetas. Von 1965 bis 1966 war er Waldarbeiter. Von 1974 bis 1978 arbeitete er als Juriskonsult und als Ministergehilfe am Gesundheitsministerium von Sowjetlitauen, von 1978 bis 1990 als Rechtsanwalt in Panevėžys. Von 1990 bis 1992 war er Mitglied im Seimas, von 1995 bis 2000 Mitglied im Rat der Stadtgemeinde Panevėžys, von 1998 bis 1999 Richter im Kreisgericht Klaipėda, von 1999 bis 2004 Staatskontrolleur und leitete den Rechnungshof Litauens (Valstybės kontrolė). Ab 2005 arbeitete er als Anwalt in Vilnius.
Av 1994 war er Mitglied von Lietuvos socialdemokratų partija.